# Контарини, Доменико I
Доменико I Контарини (итал. Domenico I Contarini; ? — 1071) — 30-й венецианский дож (1043—1071).
Доменико был представителем одного из влиятельных семейств Венеции. Первое упоминание о семействе Контарини относится к 960 году. Доменико был первым дожем фамилии Контарини. За историю Венецианской республики из членов семьи были выбраны 8 дожей и 44 прокуратора.

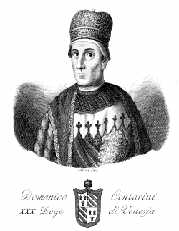
Доменико I Контарини

Доменико Контарини проявил себя как мудрый и расчетливый политик. Не вступая ни с кем в открытую конфронтацию, за исключением захвата Задара в 1062 году, он, тем не менее, расширял сферу влияния Венеции. За время его правления увеличивалась численность флота, выросло экономическое благосостояние республики.
В истории закреплены следующие события:
- В 1062 году направляет морскую экспедицию в Далмацию, где та захватывает город Задар.
- В 1063 году начинает заново отстраивать Собор Святого Марка, который пострадал в результате пожара 927 года. Именно тогда собору был определён его текущий образ в стиле крестообразной византийской церкви с куполом. Окончание строительства состоялось незадолго до смерти дожа в 1071 году.
- Также дож заложил и построил церковь Сан-Николо дель Лидо и Сант-Анжело ди Конкордия.

Умер дож естественной смертью в 1071 году. Был похоронен в церкви Сан-Николо дель Лидо. Гробница была уничтожена при реконструкции церкви в 1626—1629 годах. В настоящее время о захоронении напоминает барельеф дожа на фасаде церкви, выполненный в XVII веке.